# Vrabcha Cove
Die Vrabcha Cove (englisch; bulgarisch залив Врабча saliw Wrabtscha) ist eine 0,9 km breite und 1 km lange Bucht an der Westküste von Heywood Island vor der Westküste von Robert Island im Archipel der Südlichen Shetlandinseln.
Bulgarische Wissenschaftler kartierten sie 2009. Die bulgarische Kommission für Antarktische Geographische Namen benannte sie im selben Jahr nach der Ortschaft Wrabtscha im Westen Bulgariens.